# Diabetesfonden
Diabetesfonden  - Stiftelsen Svenska Diabetesförbundets Forskningsfond - stödjer svensk diabetesforskning sedan 1958. Diabetesfondens mål är att människor med diabetes ska kunna leva ett långt och friskt liv trots sin sjukdom, och på sikt hitta ett botemedel mot diabetes. Fonden stödjer forskning kring alla typer av diabetes, och både för barn och vuxna. Varje år delas mellan 13 och 17 miljoner kronor i forskningsanslag och bidrag till informationsmaterial om diabetes ut. 
Diabetesfonden är en stiftelse utan statligt stöd och är därför beroende av gåvor och testamenten från enskilda personer och företag. Fonden har ett 90-konto och övervakas av Svensk insamlingskontroll. De är medlemmar i Frivilligorganisationernas Insamlingsråd (FRII) och följer deras etiska riktlinjer.
Till Diabetesfonden finns ett vetenskapligt råd knutet. Det tvärdisciplinära rådet bedömer och prioriterar de inkomna forskningsansökningarna, och ger förslag till fondens styrelse om vilka som ska beviljas medel ur de två kategorierna: orsaker till - och konsekvenser av - diabetes.
Sedan 2017 direktsänds Diabetesgalan i TV3 årligen på Världsdiabetesdagen den 14 November. Pengarna som samlas via Diabetesgalan-kampanjen går oavkortat till Diabetesfonden.